# Slatington, Pennsylvania
Slatington là một thị trấn thuộc quận Lehigh, tiểu bang Pennsylvania, Hoa Kỳ. Năm 2010, dân số của thị trấn này là 4232 người.